# Kleztory
Kleztory est un groupe canadien de klezmer et musiques du monde, originaire de Montréal, au Québec. Bien que respectueux du riche héritage du klezmer, Kleztory prend la liberté de faire des arrangements du répertoire traditionnel, conférant ainsi à sa musique une authenticité et une saveur inégalées. 
Kleztory tire son inspiration de plusieurs genres musicaux, dont le jazz, le classique, la musique tzigane, le country, le folk et le blues. En 2007, l’ensemble remporte le prix Opus pour Nomade, le meilleur album de jazz et de musique du monde de l’année au Québec, puis en 2012 mérite le prix Fürth Klezmer lors de son apparition au troisième festival international de musique juive qui se déroule à Amsterdam.

## Histoire
Kleztory est formé en 2000 et basé à Montréal, au Québec. Il s'est joint à une variété d'événements tenus à Montréal. En outre, durant ses 16 ans de « carrière » (s'étalant de 2000 à 2017), le groupe a donné de nombreux concerts internationaux tant au Canada, aux États-Unis, aux Pays-Bas, en Allemagne, en Autriche, en Belgique et en Hongrie qu'en Roumanie, au Brésil, au Mexique, au Costa Rica et en Chine.
Kleztory enregistre son premier album intitulé, Kleztory – Musique Klezmer, au début de 2001. Quelques années plus tard, il en produit un deuxième en collaboration avec l'orchestre de chambre I Musici de Montréal sous la direction de Yuli Turovsky (étiquette Chandos Records) et distribué sur la scène internationale au printemps 2004. 
En mars 2007 a lieu le lancement d'un troisième album, Nomade. Ce dernier remporte la même année le Prix Opus à titre de meilleur album de jazz et de musique du monde de l'année au Québec. 
En 2012, Kleztory est choisi comme unique participant canadien pour se présenter au troisième festival international de musique juive à Amsterdam. Le groupe remporte alors le Prix Fürth Klezmer, ce qui lui permet de se produire au festival du même nom qui se déroule en Allemagne au printemps suivant. En 2013, Kleztory produit un nouvel album intitulé Arrival, mis en nomination par l'ADISQ dans la catégorie « Meilleur album de l'année – Musique traditionnelle », et met en outre sur pied un nouveau spectacle.
En octobre 2015, Kleztory devient le seul groupe artistique canadien à offrir un concert parrainé par Folquébec à WOMEX à Budapest, en Hongrie. L'ensemble Kleztory s'est produit en solo à de nombreuses reprises y compris avec l'Orchestre symphonique de Montréal, l'Orchestre Métropolitain, l'Orchestre symphonique de Québec, l'orchestre de chambre I Musici de Montréal, Les Violons du Roy, ainsi que l'Orchestre de chambre  de Bruxelles pour n'en nommer que quelques-uns.

## Membres

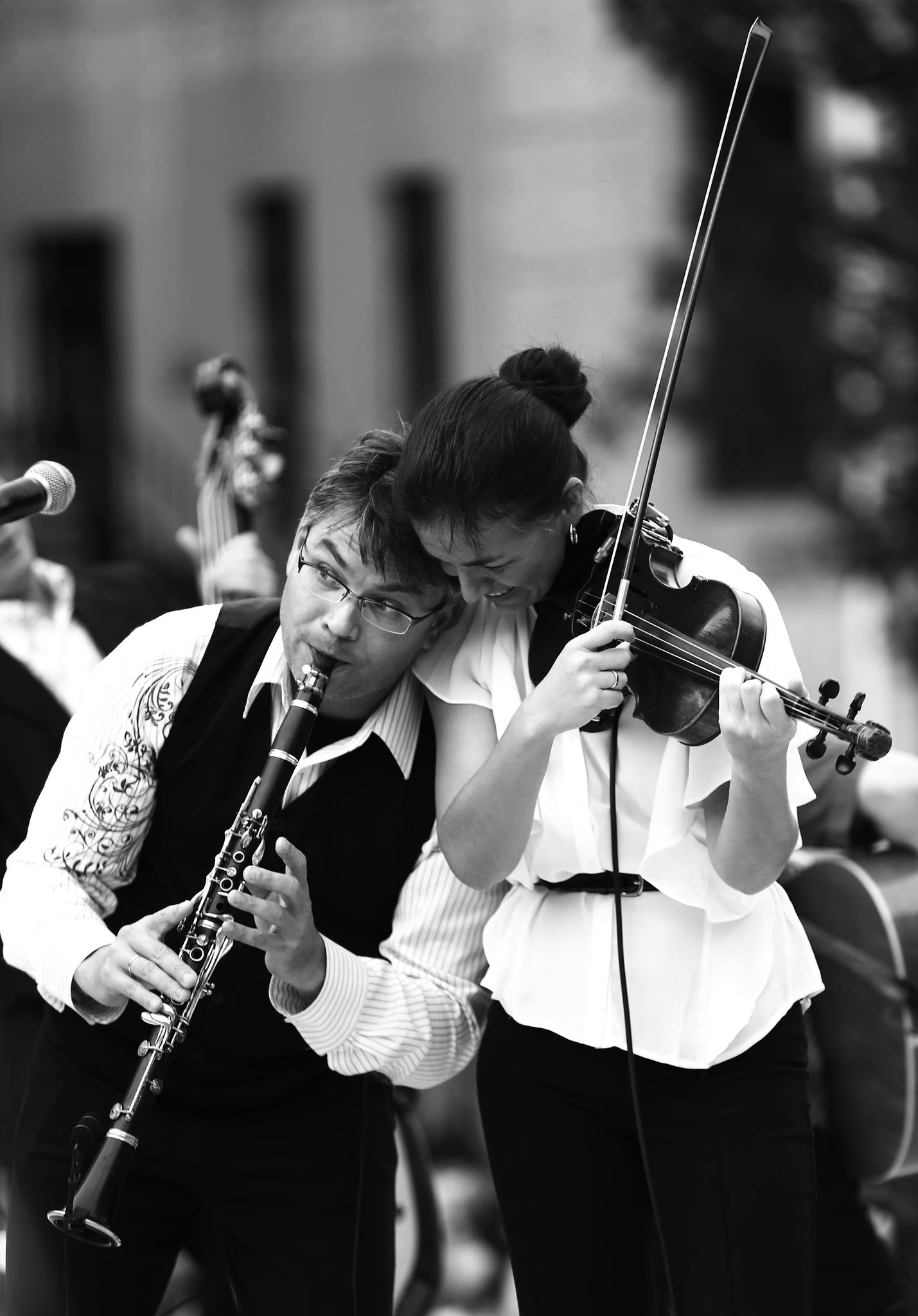
Airat Ichmouratov et Elvira Misbakhova de Kleztory à Shanghai, en Chine, août 2013.

Le groupe est composé d'Elvira Misbakhova (violon), d'Airat Ichmouratov (clarinette, clarinette basse, duclar), de Mark Peetsma (contrebasse), de Dany Nicolas (guitare) et de Mélanie Bergeron (accordéon). 
Trois des membres fondateurs font toujours partie de l'ensemble, bien que Mélanie Bergeron ait remplacé Henri Oppenheim à l'accordéon tandis que Dany Nicolas a succédé au guitariste fondateur Alain Legault. À titre d'ancien membre à temps plein (2013-2014) et artiste invité consacré, Alexandru Sura (cymbalum) participe régulièrement à la tournée de Kleztory quand elle fait escale dans son port d'attache, à Chișinău (Moldavie).

## Discographie
- 2001 : Kleztory – Musique Klezmer
- 2004 : Klezmer avec Yuli Turovsky et l'Orchestre de chambre I Musici de Montréal (Chandos Records)
- 2007 : Nomade (Amerix)
- 2013 : Arrival (Amerix)
- 2017 : Nigun (Amerix)[12]

## Distinctions
- 2014 : nomination au gala de l'ADISQ dans la catégorie Album de musique traditionnelle de l'année pour Arrival[13]
- 2008 : gagnant du prix Opus en 2007 pour Nomade, meilleur album de jazz et de musique du monde de l’année au Québec[14]
- 2012 : gagnant du prix Fürth Klezmer au troisième festival international de musique juive à Amsterdam.